# (2145) Blaauw
(2145) Blaauw (1976 UF) – planetoida z grupy pasa głównego asteroid okrążająca Słońce w ciągu 5,78 lat w średniej odległości 3,22 au. Odkryta 24 października 1976 roku.